# Olivia d'Abo
Olivia d'Abo, född 22 januari 1969 i Paddington, London, är en brittisk skådespelare.
d'Abo har bland annat medverkat i TV-serierna Legenden om Tarzan och En härlig tid. Hon har även medverkat i filmen Bandit.

## Filmografi (urval)
- 1984 – Bolero
- 1984 – Conan förgöraren
- 1988–1993 – En härlig tid (TV-serie) (93 avsnitt)
- 1988 – Pluton B i Vietnam (TV-serie) (1 avsnitt)
- 1992 – Star Trek: The Next Generation (TV-serie) (1 avsnitt)
- 1993 – Kodnamn: Nina
- 1993 – Wayne's World 2
- 1999 – Ensamma hemma (TV-serie) (3 avsnitt)
- 2000 – Tredje klotet från solen (TV-serie) (1 avsnitt)
- 2001–2002 – Legenden om Tarzan (TV-serie) (röstroll, 39 avsnitt)
- 2001 – Spin City (TV-serie) (3 avsnitt)
- 2001 – Tarzan & Jane (röstroll)
- 2001 – The Triangle
- 2002–2008 – Law & Order: Criminal Intent (TV-serie) (5 avsnitt)
- 2003 – Alias (TV-serie) (1 avsnitt)
- 2007 – Eureka (TV-serie) (2 avsnitt)
- 2014 – Psych (TV-serie) (1 avsnitt)
- 2019 – Jane the Virgin (TV-serie) (1 avsnitt)
- 2022 – Bandit